# 葉仕魁
葉仕魁（？—？），字子仙，號朗薇，浙江衢州府西安县人。明朝末年政治人物。

## 生平
崇祯九年（1636年）丙子科浙江乡试举人，崇祯十三年（1640年）庚辰科進士，礼部观政，十四年授江西进贤县知县，发奸摘伏，明察如神，剔弊惩贫，猾胥齿击。时南昌、临川两邑皆欲得之而治，绅耆请于当事，进贤绅耆恐其去，亦相率署如公牍以争。迨替得还，年已及暮。十七年秩满，擢礼部儀制司主事。明亡归乡，里巷优游，人钦雅度。

## 家族
父叶有芳，字蕙实。性至孝。父病几危，夜刲股肉投缶中和糜以进，所苦遂除。晨起道拾遗金，候其人至，询之则鬻子以输官也，恻然还之，仍赠以赎子之直。